# (9661) Hohmann
(9661) Hohmann  es un asteroide perteneciente al cinturón de asteroides, descubierto el 18 de marzo de 1996 dentro del programa Spacewatch desde el Observatorio Nacional de Kitt Peak, situado en el desierto de Sonora, Arizona, Estados Unidos.

## Designación y nombre
Hohmann se designó al principio como 1996 FU13.
Más adelante fue nombrado en honor al ingeniero alemán  Walter Hohmann (1880-1945).

## Características orbitales
Hohmann orbita a una distancia media del Sol de 3,9437 ua, pudiendo acercarse hasta 3,0274 ua y alejarse hasta 4,8600 ua. Tiene una excentricidad de 0,2323 y una inclinación orbital de 12,9893° grados. Emplea en completar una órbita alrededor del Sol 2860 días.

## Características físicas
Su magnitud absoluta es 11,4. Tiene 27,665 km de diámetro. Su albedo se estima en 0,070. El valor de su periodo de rotación es de 5,9197 h.